# 럭스 쌍
수학에서 럭스 쌍(영어: Lax pair)은 적분가능계를 풀기 위한 기법의 하나다.

## 역사
럭스 페테르가 1968년 솔리톤을 다루기 위하여 도입하였다.

## 정의
럭스 쌍 {\displaystyle (L(t),P(t))}은 어떤 벡터 공간에 작용하고, 다음과 같은 럭스 방정식(영어: Lax’s equation)을 만족시키는 한 쌍의 연산자이다.
{\displaystyle {\frac {dL(t)}{dt}}=[P(t),L(t)]}
이는 양자역학의 하이젠베르크 묘사에서의 하이젠베르크 운동방정식과 같다.
럭스 방정식에 따라서, {\displaystyle L(t)}는 다음과 같이 풀 수 있다.
{\displaystyle L(t)=U(t)L(0)U(-t)}
여기서
{\displaystyle U(t)=U(-t)^{-1}}
은 시간 변화 연산자로, 다음과 같다.
{\displaystyle {\frac {dU(t)}{dt}}=P(t)U(t)}
{\displaystyle U(t)={\mathcal {T}}\exp \int _{0}^{t}P(s)\,dt}
여기서 {\displaystyle {\mathcal {T}}\exp }은 시간 순서 행렬 지수 함수다. 따라서 {\displaystyle L(t)}는 시간에 따라서
서로 닮음행렬이고, 시간에 따라서 고윳값과 고유벡터는 바뀌지 않는다.
보통, 적분가능계에서는 어떤 변수 {\displaystyle x}에 대한 운동 방정식을 럭스 방정식
{\displaystyle {\frac {dL(x,t)}{dt}}=[P(x,t),L(x,t)]}
의 꼴로 표현한다. 그렇다면 {\displaystyle L(x,t)}의 고윳값들은 운동 상수가 된다.